# Storia di Voghera
La città di Voghera sorse in epoca romana con il nome di Iria, poi Vicus Iriae, e Viqueria nel medioevo. Fu colonia e municipio in epoca romana, sede di un'importante pieve, contea e marchesato, e infine capoluogo di provincia nel Regno di Sardegna.

## Età antica: Iria
L'antica località di Iria è ricordata da Plinio il Vecchio tra i nobili oppida (cioè città) della Liguria a nord degli Appennini:
ab altero eius latere ad Padum amnem Italiae ditissimum omnia nobilibus oppidis nitent, Libarna, Dertona colonia, Iria, ecc. (Nat. Hist, III, 49)
Tre epigrafi ricordano ancora Iria
Sexto Aurelio Valenti S. F.
Pollia VI viro Augustali Colon.
Iuliae Iriae Augustae
(epigrafe riportata da J. Durandi in Piemonte Cispadano);
una lapide che si trova ad Angera dedicata a un cavaliere romano, Caio Metilio, che tra gli altri titoli aveva quello di 
Patrono coloniae foro Iuli Iriensium
e ancora una lapide che ricorda un Aurelius, decurione Coloniae Foro Iuliriensium.
Queste notizie mostrano l'origine e l'importanza di Iria come Colonia e Foro fondato ai tempi di Giulio Cesare o di Augusto. (Si noti che Strabone, scrivendo prima di Plinio, cita Tortona e Casteggio sulla stessa strada, ma ignora ancora Iria). L'identificazione di Iria con Voghera, a parte le considerazioni etimologiche che vedremo dopo, si ha invece dagli Itinerari, che indicano Iria tra Tortona e Piacenza sulla strada nata come Via Postumia, a 10 miglia dalla prima.
Indubbiamente Voghera si trova in una campagna romanizzata: sono evidenti le tracce della centuriazione che faceva parte in origine dell'agro di Piacenza, essendo evidentemente integrato nel medesimo schema. Questo nucleo risulta peraltro isolato da una zona in cui la centuriazione non si consolidò, tra i torrenti Staffora e Coppa, ovvero tra Voghera e Casteggio, il che lascia intendere che Iria, pur nata nel territorio piacentino, se ne rese poi autonoma con lo sviluppo di una colonia locale. Per quanto riguarda l'origine più remota di Iria, prima della colonizzazione romana, non si possono fare che illazioni, a cominciare dalla fondazione da parte di un popolo ligure, gli Iriati, in realtà Iluati, e che probabilmente non abitavano neppure qui. Incerto è anche se il nome di Iria si riferisse dapprima a un villaggio coincidente con l'attuale città o non forse solo al torrente Staffora (che, avendo un nome di origine longobarda, in epoca romana ne aveva certo un altro, cioè Iria, per i motivi che vedremo dopo). In questo caso il nuovo centro si sarebbe sviluppato per la vicinanza del ponte della Postumia sul medesimo torrente. Nessun dubbio invece sul fatto che la zona di Voghera fosse popolata prima dell'arrivo dei Romani da genti liguri, probabilmente gli Anamari o Marici.
Iria era un municipium, come testimonia la carica di decurione di un suo cittadino in un'epigrafe citata, ed apparteneva alla tribù Pollia come la vicina Tortona, mentre Piacenza e Casteggio appartenevano alla tribù Voturia.
La floridezza di Iria nei secoli dell'Impero è dimostrata da numerosi reperti trovati nei secoli scorsi nel centro della città medesima, resti di costruzioni, statue, epigrafi, in gran parte dispersi.

### Maggioriano, il fiume Iria e i dubbi sull'identificazione di Iria con Voghera
La storia comincia da occuparsi di Voghera all'epoca della decadenza dell'occidente romano: lo storico dei Goti Giordane descrive l'assassinio dell'imperatore Maggioriano con queste parole: «avendo egli (Maggioriano) mosso le sue forze contro gli Alani che stavano molestando la Gallia, fu ucciso presso Tortona vicino al fiume detto Iria».
Da questo sappiamo che l'Iria era anzitutto un fiume. Poiché il passo parla di Tortona si credette che tale fiume fosse la Scrivia che passa per Tortona, e non lo Staffora vogherese. Qualcuno giunse a immaginare che anticamente la Scrivia da Tortona piegasse verso Voghera, e ancor oggi c'è chi ritiene che Iria sorgesse sulla Scrivia, rifiutandone quindi l'identificazione con Voghera. Quanto a questo, i dati degli itinerari sono inconfutabili, a meno di non immaginare che la via Postumia seguisse percorsi inverosimili (ma il tracciato della Postumia tra Tortona e Voghera si è mantenuto identico nei secoli, e i due perfetti rettilinei che lo costituiscono, di origine non posteriore all'alto medioevo, stanno a dimostrarlo). Pertanto bisogna pensare che Jordanes abbia nominato Tortona e non Voghera semplicemente perché allora era un luogo più importante. D'altra parte il nome Scrivia non può derivare da Iria; neppure il nome Staffora, ma mentre quest'ultimo è un nome longobardo (si trova citato come Stafula ed è analogo ai molti toponimi Staffolo) che si sostituì a un nome diverso, Scrivia è certamente l'evoluzione del nome originario, non potendo avere alcuna plausibile origine post-antica. Pertanto identificare l'Iria con lo Staffora è possibile, ma non con lo Scrivia.

## Alto medioevo: Vicus Iriae e Viqueria
L'unica citazione di Voghera nella prima parte del Medioevo risale al monaco Giona di Bobbio: egli narra che il monaco bobbiese Meroveo, mandato dall'abate di Bobbio Sant'Attala a Tortona, scoprì un tempio ancora officiato da pagani in fitte boscaglie presso Vicus Iriae. Questa forma del VII secolo rappresenta l'anello di congiunzione tra Iria e Viqueria, la forma medievale usata successivamente. Iria era decaduta in quel periodo a vicus, villaggio, in conseguenza delle invasioni barbariche: si ricorda in particolare Gundobado, re dei Burgundi, che al tempo della guerra tra Odoacre e Teodorico (490) aveva orrendamente saccheggiato la regione attorno a Pavia, deportandone schiavi gli abitanti. In questa occasione forse anche Iria fu devastata, benché la storia non la nomini distintamente.
All'epoca di Liutprando venne fondato il Monastero del Senatore di Pavia (714), tra i cui beni fin dall'inizio ci fu la chiesa di Sancti Petri de Stafula, cioè la chiesa che diede nome alla Porta San Pietro (attuale piazza San Bovo) e al borgo sulla strada che adduceva al ponte sulla Staffora. Questo monastero era tra i massimi possidenti in Voghera: oltre alla chiesa di San Pietro possedeva quella di Sant'Ilario, ancor oggi esistente (Chiesa Rossa e sacrario della Cavalleria), tutte le terre oltre il torrente e quelle tra lo stesso e il centro abitato. Altri enti religiosi ebbero vasti possedimenti a Voghera: i monasteri di San Salvatore, di San Felice e di San Pietro in Ciel d'Oro, sempre di Pavia, e quello di San Marziano di Tortona.
Il re Berengario I assegnò la giurisdizione su Voghera al vescovo di Tortona, staccandola da quella di Bobbio, anche se entrambe facevano parte dell'arcidiocesi di Genova e della marca Obertenga (Liguria orientale); confermata poi da Ottone I, che assegnò al presule tortonese i diritti comitali sul territorio urbano circostante per un raggio di un miglio. I diritti del vescovo-conte erano però limitati sia dal conte laico del Contado di Tortona, che da quelli dei grandi monasteri possidenti, specie quello del Senatore, che oltre a godere di ampia immunità sulle sue terre, si ingeriva costantemente nelle questioni della comunità vogherese. Da qui lunghissime liti.
I possedimenti dei monasteri pavesi evidenziano la progressiva preponderanza che la città di Pavia stava assumendo nel territorio oggi detto Oltrepò Pavese; in una lite tra Voghera e Bagnolo (oggi solo cascina ma un tempo luogo importante presso Casei Gerola) i due centri furono spalleggiati rispettivamente da Pavia e Tortona, che già dimostravano la loro inimicizia poi tanto funesta. Nel 1164 Voghera fu definitivamente assoggettata, per diploma di Federico I, alla giurisdizione del comune di Pavia.
Nel medesimo periodo, a cura del monastero del Senatore, fu edificato fuori porta San Pietro un grande ponte sulla Staffora, a sei arcate a pieno sesto, abbattuto nel XIX secolo dopo la costruzione del nuovo ponte in occasione del riattamento della strada per Piacenza. Questo ponte (sito in fondo a via Ponte Vecchio: oggi ne rimane qualche avanzo) fu ritenuto romano, ma in realtà fu compiuto solo verso il 1180: si potrebbe definire piuttosto romanico. La costruzione del ponte fu resa necessaria dal grande afflusso di pellegrini diretti a Roma, dal che l'antica strada tra Tortona e Piacenza prese il nome di Romera che ancora conserva popolarmente. In quel periodo stava infatti diventando la via preferita dai pellegrini al posto della via Francigena. Per i pellegrini a Voghera sorsero anche due ospizi, entrambi detti di San Giovanni, uno gestito dagli Ospitalieri e l'altro dai Templari. Tra i molti che passarono da Voghera, alcuni vi si spensero, e in particolare San Bovo e San Rocco, cui furono pure dedicati ospizi siti rispettivamente a est e a ovest della città. Questi santi resero celebre Voghera nel mondo cristiano (il corpo di San Rocco fu trafugato dai Veneziani nel 1485).

## L'età comunale e signorile
Fin da prima del 1000 Voghera era un borgo fortificato (castrum), detto anche Castellario, che racchiudeva la pieve di San Lorenzo ed era compreso nel circuito delle vie Emilia, Bidone, Mazzini e largo Mulino. Attorno a questo piccolo nucleo nel tempo si formarono popolosi borghi, con chiese, ospizi, conventi. Si trattava di cinque borghi disposti lungo le strade principali, che prendevano nome dalle chiese locali: San Pietro di Staffora verso Piacenza, Santa Maria della Rossella verso Tortona, Sant'Andrea di Pareto verso il Po, Sant'Ilario verso Codevilla e Santo Stefano verso Rivanazzano. Vi era anche un'altra fortificazione, detta Castello di San Marziano, probabilmente nelle terre dell'omonimo monastero, verso Tortona. Nel XIV secolo una nuova ampia cinta muraria, seguita tuttora dai viali di circonvallazione, racchiuse gran parte di questo agglomerato, e ai cinque borghi corrisposero altrettante porte. Esse diedero nome ai cinque tradizionali quartieri della città. Presso porta Santo Stefano fu eretto anche il Castello Visconteo.
Fin dal 1136 appaiono citati i consoli di Voghera: aiutati da Pavia i Vogheresi si erano dunque sottratti al governo vescovile e si reggevano a comune. Seguirono sempre Pavia nelle guerre successive tra i Guelfi e i Ghibellini, tenendo quest'ultima parte, ovvero quella imperiale. Lo stesso imperatore Enrico VI vi soggiornò qualche giorno nel 1186. Nelle guerre tra Pavia e Piacenza (sostenuta da Milano) il territorio vogherese fu ripetutamente invaso e anche Voghera nel 1213 fu saccheggiata dai Piacentini. Nell'ottobre dello stesso anno, presso Casei Gerola, i pavesi riuscirono a sconfiggere l'esercito guelfo, capitanato dai milanesi, che aveva invaso l'Oltrepò. Nel 1217 Voghera appare per la prima volta governata da un podestà, nominato da Pavia. Tra questi podestà vale la pena ricordare nel 1259 Giovannone Beccaria, di una famiglia pavese che ebbe poi a lungo la supremazia nell'Oltrepò e a Voghera, e che fu poi Signore di Pavia. Nel 1271 i Vogheresi comprarono da Pavia il diritto di nominare il podestà, che però rimase quasi sempre uno dei Beccaria o dei loro aderenti. Sul finire di quel secolo gli Statuti di Voghera furono ordinati in un unico codice, che (più volte emendato) restò in vigore fino al XVIII secolo.
Quando Pavia cadde in potere dei guelfi con Filippone Langosco dei Conti palatini di Lomello (1302), Voghera ebbe per podestà un suo sodale, Avestone Bottigella. Ben presto ripresero forza i Beccaria, spalleggiati dai Visconti di Milano, e Musso Beccaria divenne Signore di Pavia e di Voghera, e a lui successero i figli Castellino e Fiorello. Dopo la morte di Castellino su Voghera e Pavia si estese l'ombra del Marchese del Monferrato, che fece scacciare i Beccaria dalla città con le prediche del frate Jacopo Bosolaro; i Beccaria chiamarono in soccorso Galeazzo II Visconti, che assediò e prese Pavia, estendendo in breve il potere visconteo sull'Oltrepò e Voghera. Ma la pace era lontana: proprio attorno a Voghera infuriò la guerra tra i Visconti e il Marchese, e insieme alla guerra venne la peste che spopolò la città, portata dagli inglesi della Compagnia Bianca al soldo del Monferrato. Nel 1362 Voghera si diede al Marchese, subendo così la rappresaglia del condottiero visconteo Luchino Dal Verme, che devastò i sobborghi (allora forse non ancora cinti da mura). Nel 1364 fu stipulata la pace che riportò Voghera sotto i Visconti. In una nuova guerra tra questi e il Monferrato, scoppiata di lì a poco (1369), si costruì l'attuale castello di Voghera e la città ebbe probabilmente la nuova ampia cinta muraria (1373). Solo nel 1377 la nuova pace col Monferrato portò finalmente la tranquillità nel territorio vogherese, ormai saldamente inserito nella signoria milanese, che di lì a poco sarebbe stata eretta a Ducato.

## La Contea di Voghera
Nei torbidi seguiti alla morte di Gian Galeazzo Visconti riemerse la casata dei Beccaria, con i due fratelli Castellino e Lancelotto signori di Robecco. Il conte di Pavia, Filippo Maria Visconti, succube di Castellino, lo nominò nel 1412 Conte di Voghera: e fu la prima infeudazione della città. Ma l'anno successivo Castellino cadde in disgrazia, e fu assassinato, e a nulla valse la rivolta di Lancelotto, che fu a sua volta giustiziato nel 1418. Il 23 maggio 1436 fu nominato Conte di Bobbio e di Voghera il condottiero e conte Luigi Dal Verme, gia signore di Bobbio, che ai feudi ereditari che già possedeva nell'Oltrepò, nel piacentino e nel nord Italia, aggiunse allora sia i titoli comitali che il centro di Voghera. Il feudo di Voghera comprendeva Cervesina e San Gaudenzio, Pizzale e Porana, più le pertinenze del feudo di Fortunago, che comprendeva Gravanago, Montepicco (comprendente Sant'Eusebio), Borgoratto, Stefanago (Borgo Priolo), Rocca Susella e Ruino.
A Voghera il Dal Verme e i suoi discendenti tennero corte splendida nel Castello, e anche dopo aver perso (1593) la Signoria sulla città rimasero di gran lunga i maggiori possidenti. Al tempo di Luigi Dal Verme, Voghera aveva circa 4 000 abitanti ed era in piena fioritura.
Pietro Dal Verme tenne la Contea di Voghera all'epoca dell'avvento degli Sforza, cui fu fedele e benvoluto. Nel 1458 ebbe in feudo Pizzo Corno (Ponte Nizza) e nel 1466 i feudi di Retorbido e Pancarana.
Preso il potere Ludovico il Moro, usurpatore e nemico dei fedeli dei precedenti Sforza, il Dal Verme cadde in disgrazia e fu assassinato nel 1485. Non riconoscendo i diritti di Taddeo Dal Verme, fratello naturale di Pietro ed erede secondo la volontà del padre Luigi, le contee di Bobbio e Voghera e gli altri feudi vermeschi furono confiscate ed assegnate in dote alla figlia naturale di Ludovico, Bianca Giovanna Sforza, e a suo marito Galeazzo Sanseverino.
Nel 1499, scacciato Ludovico il Moro dai francesi, i figli di Taddeo Dal Verme, i conti Marc'Antonio e Federico, ripresero subito Bobbio, Voghera e gli altri feudi, ma il re di Francia Luigi XII, attraverso il comandante dell'esercito e governatore di Milano Gian Giacomo Trivulzio, ostile ai Dal Verme, intimò loro di abbandonare i feudi di Bobbio e Voghera, dandoli a Bernardino Da Corte, castellano di Milano; mentre rimanevano accordandosi con lui in altri feudi dell'Oltrepò e del piacentino.
Nel febbraio del 1500 Milano è occupata brevemente dalle truppe dell'imperatore Massimiliano I d'Asburgo, Ludovico il Moro ritorna come duca a Milano, ma tradito dalle truppe svizzere viene catturato in battaglia e condotto prigioniero in Francia, dove morirà nel 1508. Nel trambusto i Dal Verme rioccupano Bobbio, Voghera e tutti i loro feudi e castelli arroccandosi e temendo le confische, infatti il re di Francia spossessa i Dal Verme dei feudi riacquisiti ed assegna il feudo ed il titolo di conte di Bobbio, Voghera e Castel San Giovanni al suo generale Ludovico (Luigi) di Lussemburgo (1467-1503), già conte di Ligny, nel giugno del 1500. Ma egli dovette impadronirsene con la forza a causa della resistenza dei Dal Verme assediati nel castello, in ottobre il Ligny occuperà anche Bobbio con ampie distruzioni e numerosi morti.
I conti Marc'Antonio e Federico Dal Verme, nel frattempo rifugiati presso l'imperatore Massimiliano I d'Asburgo, vedono il 23 ottobre del 1502, confermate come regolari tutte le loro investiture che erano state fatte assieme a quella di conti di Bobbio e Voghera nel 1436 al conte Luigi, un importante riconoscimento di cui trassero partito negli anni successivi. 
Nel 1504 muore il conte Ludovico di Lussemburgo e la Camera del ducato di Milano incamera i feudi di Bobbio e Voghera.
Nel 1512 Milano venne nuovamente occupata dalle truppe imperiali di Massimiliano I, eredita il ducato Massimiliano Sforza, a loro volta i conti Marc'Antonio e Federico Dal Verme rioccupano Bobbio e Voghera ed i loro feudi, forti della legittimazione imperiale del 1502. Nel 1513 hanno la riconferma delle investiture feudali da parte del duca Massimiliano Sforza ed anche la conferma delle investiture feudali da parte del papa Leone X.
I Dal Verme però, solo per poco tempo poterono tenere le contee di Bobbio, Voghera ed i loro feudi, infatti nel 1515 il nuovo re di Francia Francesco I, alla testa delle sue truppe, sconfisse a Marignano il duca Massimiliano Sforza, che catturato venne condotto in Francia dove morirà nel 1530.
Nel 1516 il re di Francia concedette le contee di Bobbio, Voghera e tutti i feudi nuovamente al conte Galeazzo Sanseverino, che con un secondo diploma fu pure creato marchese di Bobbio. Il Marchesato di Bobbio era formato dalle contee di Bobbio e Voghera, dalle Signorie del Malaspina di Varzi e dell'Oltrepò e dalla contea di Tortona (assieme al Vescovado). Il dominio del Sanseverino fu però tutt'altro che duraturo e pacifico, infatti i Dal Verme forti delle truppe e mezzi militari imperiali tennero numerosi castelli facendo sempre scorrerie e rappresaglie contro i signori francofili del territorio. Federico Dal Verme si spinse fin sotto le mura di Piacenza, minacciando di prendere la città.
Nel 1519 muore l'imperatore Massimiliano I d'Asburgo e succede nella carica il nipote Carlo V d'Asburgo, che considerandosi legittimo sovrano del ducato di Milano inizia nel 1521 la guerra con la Francia per il ducato. Lo stesso anno occupa Milano e pone come duca Francesco II Sforza, secondogenito di Ludovico il Moro che a stento terrà il ducato continuando le ostilità. Il 15 marzo 1521 conferma i Dal Verme nel possesso, almeno nominale di Bobbio, Voghera e dei loro feudi. Nel 1522, Federico Dal Verme riesce a recuperare la temibile Rocca d'Olgisio.
Gli anni che seguirono, con la guerra che imperversava tra francesi e spagnoli, furono funestissimi per il territorio pavese, e anche Voghera ne fu terribilmente danneggiata, con spoliazioni di beni, arresti, confische, contribuzioni. Nel 1525, essendo morto nella battaglia di Pavia il Sanseverino e ritornati gli Sforza a Milano con l'aiuto spagnolo, Marc'Antonio Dal Verme riebbe il marchesato dopo Bobbio. Gli successe suo figlio Luigi nel 1538, quando ormai tutto il Milanese era definitivamente in mano agli spagnoli. In quest'epoca la città si andava lentamente riprendendo dai danni subiti, ma si può dire che non ritornò alla situazione vissuta nel Rinascimento che dopo la fine del dominio straniero.

## La dominazione straniera e l'avvento dei Savoia
Nel 1593 il giureconsulto Fabrizio Vistarini sollevò la questione della discendenza illegittima (da Taddeo Dal Verme) dei conti di Bobbio e Voghera nell'ambito del Marchesato, che furono pertanto spogliati di questo feudo dal Governo Spagnolo. 
Ma Voghera non restò a lungo non infeudata poiché questo governo, bisognoso di denaro, la vendette in quello stesso anno a un certo marchese Giudici di Genova, che non poté pagare il prezzo di 85000 ducati; fu infeudata provvisoriamente al governatore di Milano, conte di Fuentes, la cui vedova nel 1612 la rivendette all'asta per 83000 ducati. Nuovo feudatario e Conte di Voghera fu Amedeo Dal Pozzo, i cui discendenti tennero la Contea fino al 1770 quando fu abolito assieme al Marchesato, vista la superazione amministrativa. Ma i Dal Pozzo non risiedevano per lo più a Voghera, e il loro ricordo non è così intenso come quello dei Dal Verme: d'altra parte i feudi erano in decadenza tanto che potevano, come si è visto, essere venduti all'asta come una merce qualunque. Nel XVII secolo Voghera fu nuovamente funestata dalla lunga guerra tra francesi e spagnoli (1635-1659), e nel frattempo si sprecavano molti soldi, a vantaggio degli avvocati, per una inutile lite con Pavia circa la pretesa indipendenza di Voghera dal capoluogo. In pratica Voghera voleva essere riconosciuta come giurisdizione separata, come lo erano i grandi feudi dell'alto Oltrepò; ma a onor del vero senza molto fondamento, giacché i privilegi da essa addotti erano comuni a molte altre località dell'Oltrepò che pure non avanzavano simili pretese. L'unica nota positiva di questo secolo è la costruzione della nuova grande Collegiata di San Lorenzo, detta il Duomo poiché allora era stata ventilata l'elevazione di Voghera a sede vescovile; pertanto fu costruita per essere eventualmente una degna Cattedrale.
Solo poco sollievo portò a Voghera il passaggio dalla dominazione spagnola a quella austriaca, di fatto nel 1706. Fu solo con il passaggio ai Savoia (1743) che le cose cambiarono realmente. Poiché infatti Pavia rimaneva all'Austria, sventata la possibilità di un'aggregazione alla provincia di Tortona (che era ancora una città più grande), Voghera fu eretta capoluogo della provincia dell'Oltrepò Pavese (la parte sud dell'Oltrepò era sotto la Provincia di Bobbio eretta a provincia nel 1743 e passata ai Savoia). 
Nel 1770 fu riscattata dal re Carlo Emanuele III dalla signoria feudale dei Principi Dal Pozzo ed eretta a Città (mentre prima era detta terra o borgo). Contava allora già 6 238 abitanti.
Passata con il Piemonte sotto i francesi guidati dal Bonaparte, nel 1799 fu occupata dai Russi comandati dal Suvorov, e anche qui avvenne una sorta di reazione sanfedista da parte dei contadini del contado, che saccheggiarono le case dei giacobini locali. Col ritorno di Napoleone l'anno successivo, Voghera restò fino al 1814 sotto la dominazione francese, come capoluogo di Circondario (data l'abolizione delle province) nel dipartimento di Marengo e dal 1805 nel dipartimento di Genova sotto la Repubblica Ligure, assieme a Bobbio, Tortona, Novi Ligure, uniti direttamente alla repubblica e poi impero francese. Con il ritorno dei Savoia l'Oltrepò Pavese rimase sempre sotto il dipartimento di Genova e sotto il nuovo Ducato Ligure entrato nei possedimenti dei Savoia e Voghera e Bobbio ridiventarono province. 
Nel 1848 Voghera assieme a Bobbio, Tortona e Novi Ligure entrarono nel dipartimento di Alessandria e poi nel 1859 Voghera e Bobbio sotto la nuova provincia di Pavia, e pertanto Voghera come Bobbio rimasero Circondari (effettivi dal 1861).
In questo periodo la città stava assumendo un nuovo aspetto: le mura che la circondavano, già cadenti, furono del tutto demolite e sostituite da bei viali di circonvallazione; fu altresì abbattuto il vecchio ponte sulla Staffora e la strada per Piacenza fu ampliata e in parte spostata più a nord dove supera il torrente con un nuovo più ampio ponte. Tutta l'edilizia cittadina era in pieno rinnovamento, e Voghera stava divenendo una delle città più moderne ed eleganti del Regno, dal che l'aspetto che ancora conserva, di stampo ottocentesco, molto decoroso anche se forse poco pittoresco e un po' anonimo.

## Voghera nell'Italia unita
La condizione di terra di confine della provincia di Voghera era una delle cause che ancora ne limitavano la prosperità: non è quindi da meravigliarsi che molti di questa provincia prendessero partito per l'unità nazionale, che qui voleva dire anche la possibilità di riunire il territorio pavese. La perdita dello status di capoluogo di provincia, avvenuto nel 1859 quando fu costituita la provincia di Pavia, non fu di nessun danno a Voghera, che rimaneva capoluogo di circondario. L'unità italiana permise invece ciò che maggiormente contribuì allo sviluppo della città, ovvero l'apertura della linea ferroviaria Milano-Genova, che si agganciava a Voghera con la Alessandria-Stradella già tracciata nel 1858. Divenuta quindi uno dei principali nodi ferroviari italiani, iniziò un discreto sviluppo industriale e commerciale, oltre a beneficiare direttamente dell'indotto della ferrovia e delle officine ferroviarie. Divenne altresì sede di una caserma della Cavalleria, dei celebri Lanceri di Montebello creati poco dopo la battaglia combattuta in questo paese alle porte della città nel 1859, preludio dell'unità italiana. Fu anche sede dell'Ospedale Psichiatrico provinciale, rimasto in attività fino a pochi anni fa, alla sua epoca uno dei più moderni in Italia.